# Žled
Žled (tudi  požléd ali požlédica) je zaledenela oblika padavin na tleh – to je enolična prevleka ledu, ki se lepi na predmete in na zemeljsko površino.

## Nastanek žleda
Žled nastane, ko dežuje ali rosi pri temperaturah pod lediščem oziroma ko padavine v tekoči obliki padajo na podhlajeno  podlago. Navadno pri taki temperaturi sicer sneži, vendar v določenih vremenskih razmerah kljub temu padavine padajo v tekoči obliki. Žled oziroma žledenje najpogosteje nastane po obdobju hladnejšega vremena ob dotoku toplejšega in vlažnega zraka v višinah. Če so v višini padavinski oblaki nimbostratusi, iz teh oblakov pada dež, ko pa dež prileti iz toplega zraka v hladen zrak nad nižinami, se tam hitro ohladi. Drobne kapljice se ohladijo na temperaturo pod 0 ºC. Ko priletijo na zmrznjena tla ali na hladne predmete, tam hipoma zmrznejo. Led oblije veje, debla, telefonske in električne žice ter drogove.

## Pojavnost žleda v Sloveniji
Srednje močan žled se v Sloveniji pojavlja vsakih nekaj let, močan žled, ki povzroča veliko gospodarsko škodo, pa približno na 50 let. Značilen je predvsem za jugozahodno Slovenijo. Najbolj je razširjen na visokem Krasu in njegovem obrobju, bodisi na celinski ali primorski strani. Pojavlja se tudi kotlinah, kjer se zadržuje hladen zrak. Najpogosteje prizadene Brkine, Senožeško hribovje z Vremščico, Zgornjo Pivko, vznožja in pobočja visokega krasa, Snežnik, Javornik, Hrušico, Nanos, Trnovski gozd in Čičarijo. Najbolj izrazit je v pasu od 400 do 1000 metrov nadmorske višine.
Hujše ujme z žledom (katerih posledica je npr. žledolom) so predele Slovenije v zadnjih desetletjih zajele v naslednjih obdobjih:
- novembra leta 1980 v Brkinih, ko je bil ledeni oklep debel do sedem centimetrov, zaradi poškodb pa je bilo posekanega približno  674.000 m3 lesa;
- novembra 1985 je žledolom poškodoval gozdove v kranjskem gozdnogospodarskem območju na površini 21.000 hektarjev;
- konec leta 1995 in v prvih dneh leta 1996 je žledolom v kombinaciji s snegolomom poškodoval kar 8 % površine slovenskih gozdov, približno 87.000 hektarjev. Poškodovanost je bila največja na ljubljanskem, kranjskem, celjskem, nazarskem in mariborskem gozdnogospodarskem območju;
- v zimi 1996/1997 je žledolom v kombinaciji s snegolomom poškodoval skoraj 900.000 m3 lesne mase na slabih 8 % površine slovenskih gozdov (približno 82.000 ha). Najhuje so bili prizadeti gozdovi na Kranjskem;
- februarja 2009;
- januarja 2010 se je najdebelejši žled pojavljal v Brkinih na nadmorski višini nad 600 metrov;
- konec januarja in začetek februarja 2014 je žled prizadel celotno Slovenijo razen Prekmurja in Primorske. Zaradi poškodb na električnem omrežju je brez električnega toka ostalo okoli 250.000 ljudi, žledolomi pa so povzročili zaprtje številnih cest po državi, Agencija za okolje pa je zaradi vremenskih razmer za celotno Slovenijo razglasila rdeči alarm.[4][5] Največja škoda je nastala na prometni in energetski infrastrukturi, kjer je bila škoda ocenjena na več kot 130 milijonov evrov, ter v gozdovih. Celotna škoda po žledolomu je bila ocenjena na od 300 do 500 milijonov evrov.[6] Po tej ujmi je državni zbor sprejel dopolnilo zakona o odpravi posledic naravnih nesreč in s tem žled razvrstil med naravne nesreče.[7]

## Posledice
Največjo škodo povzroča na drevju in električnih ter telefonskih napeljavah. Teža ledu je namreč tolikšna, da se lomijo veje in debla, zvijajo se železni stebri, žice pa se trgajo. 
Lomljenje delov dreves ali celih dreves zaradi žleda imenujemo žledolom. Poškodbe zaradi žleda so pogostejše pri listavcih, saj imajo veliko površino vej, na katere se oprijema led. Med iglavci je po žledu zaradi krhkih vej najpogosteje poškodovan rdeči bor. Ob zmernem žledenju so poškodbe omejene predvsem na lomljenje posameznih vej, kadar pa je žledenje intenzivno, prihaja do velikopovršinskih poškodb drevja.